# Cal Cucut
Cal Cucut és una casa de Tiana (Maresme) inclosa a l'Inventari del Patrimoni Arquitectònic de Catalunya.

## Descripció
És un edifici civil amb planta, pis i un jardí circumdant. Es tracta del resultat de la reforma d'una casa més antiga, de la qual s'ha respectat tota l'estructura, però s'hi han afegit elements decoratius nous: tot el coronament de l'edifici, que juga amb la combinació de línies trencades, i les motllures decoratives situades dalt i baix de les finestres, que donen un toc modernista a la construcció, sobretot a causa de l'ús de la línia sinuosa que evita qualsevol angulositat. La seva arquitectura és bastant freqüent a Tiana: estructura simple i elements decoratius tant modernistes com historicistes.